# خراردو پلسو
خراردو پلسو (اسپانیایی: Gerardo Pelusso‎؛ زادهٔ ۲۵ فوریهٔ ۱۹۵۴) یک مربی فوتبال اهل اروگوئه است.

## باشگاهی
از باشگاه‌هایی که در آن بازی کرده‌است می‌توان به باشگاه فوتبال ناسیونال اروگوئه و باشگاه فوتبال ال‌دی‌یو کیتو اشاره کرد.